# ハコガメ属
ハコガメ属（ハコガメぞく、Cuora）は、カメ目イシガメ科に属する属。模式種はマレーハコガメ。別名アジアハコガメ属。

## 分布
インド北東部、インドネシア、カンボジア、シンガポール、タイ、中華人民共和国南部、台湾、日本（石垣島、西表島）、バングラデシュ、フィリピン、ブルネイ、ベトナム、ミャンマー、ラオス

## 形態
最大種はマレーハコガメで最大甲長21.6cm。最小種はコガネハコガメで最大甲長15.6cm。（以上は2000年までに採集例が6例しかなく、絶滅したとされその後に再発見されたユンナンハコガメを除く。）背甲には椎甲板に筋状の盛り上がり（キール）があり、肋甲板にもキールがある種もいる。胸甲板と腹甲板の間には蝶番があり、これにより腹甲を折り曲げ可動させることができる。蝶番の発達は種により異なり発達する種では背甲に対して隙間が無く完全に蓋をすることができるが、逆にあまり発達しない種では蝶番よりも後部の腹甲（後葉）を折り曲げても背甲との間に隙間ができ完全に蓋をすることができない。腹甲を可動できる利点として外敵や乾燥からの頭部の防御に役立つと考えられている。
オスは尾が太いうえに長く、尾をまっすぐに伸ばした状態では総排泄口全体が背甲の外側に位置する。逆にメスは尾が細いうえに短く、尾をまっすぐに伸ばしても総排泄口全体が背甲よりも内側にある。しかし尾を収納して腹甲で蓋をすることができるため、尾で雌雄を判別するのは難しい。

## 分類
分子系統学的解析では、イシガメ属（クサガメ属やハナガメ属も含めた）と単系統群を形成すると考えられている。
以前は陸棲傾向が強いことや蝶番が発達し完全に蓋ができることなどから、セマルハコガメとモエギハコガメをオカハコガメ属Cistoclemmysとして分割する説もあった。しかし近年の分子系統学的解析ではオカハコガメ属を含まないハコガメ属とオカハコガメ属、1属1種とされていたヒラセガメ属Pyxideaの3属は単系統群で、さらにオカハコガメ属を含まないハコガメ属やオカハコガメ属の2属がそれぞれ多系統群であるとして、オカハコガメ属やヒラセガメ属を本属に含む説が有力。
属内での系統には様々な説があるものの、形態や分子系統学的解析からコガネハコガメ、シェンシーハコガメ、ミスジハコガメ、クロハラハコガメがより近縁で単系統群を形成すると考えられている。
- Cuora amboinensis　マレーハコガメ　Malayan box turtle
- Cuora aurocapitata　コガネハコガメ　Yellow-headed box turtle
- Cuora flavomarginata　セマルハコガメ　Yellow-margined box turtle
- Cuora galbinifrons　モエギハコガメ　Indochinese box turtle
- Cuora mccordi　マコードハコガメ　Mccord's box turtle
- Cuora mouhotii　ヒラセガメ　Keeled box turtle
- Cuora pani　シェンシーハコガメ　Pan's box turtle
- Cuora trifasciata　ミスジハコガメ　Three-banded box turtle
- Cuora yunnanensis　ユンナンハコガメ　Yunnan box turtle
- Cuora zhoui　クロハラハコガメ　Zhou's box turtle

## 生態
森林、河川、池沼、湿原などに生息する。陸棲もしくは半水棲。
食性は雑食で、昆虫、節足動物、甲殻類、貝類、ミミズ、魚類、動物の死骸、水草、果実などを食べる。
繁殖形態は卵生。

## 人間との関係
中華人民共和国では食料や薬用とされ、特に金色の頭をしたカメ（ミスジハコガメ）は癌の特効薬になると信じられている。ミスジハコガメを乱獲するうちに、本属の他種が市場で発見され記載された例もある。また市場で発見されたり生息数が少ないこともあって、正確な分布や生態がわかっていない種もいる。さらに乱獲により生息数が激減したため、現在は食用の養殖が進められている。
開発による生息地の破壊、食用や薬用、ペット用の乱獲などにより生息数が減少している種もいる。2000年に属単位でワシントン条約付属書II類に掲載された。
ペットとして飼育されることもあり、日本にも輸入されている。ワシントン条約に掲載されてからは流通量は激減し、それにともない価格も高騰した。現在はマレーハコガメを除いて野生個体の流通は少なく、飼育下繁殖個体が少数流通する。

## 画像

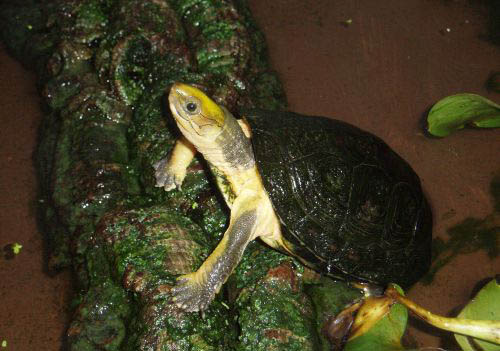
コガネハコガメ C. aurocapitata
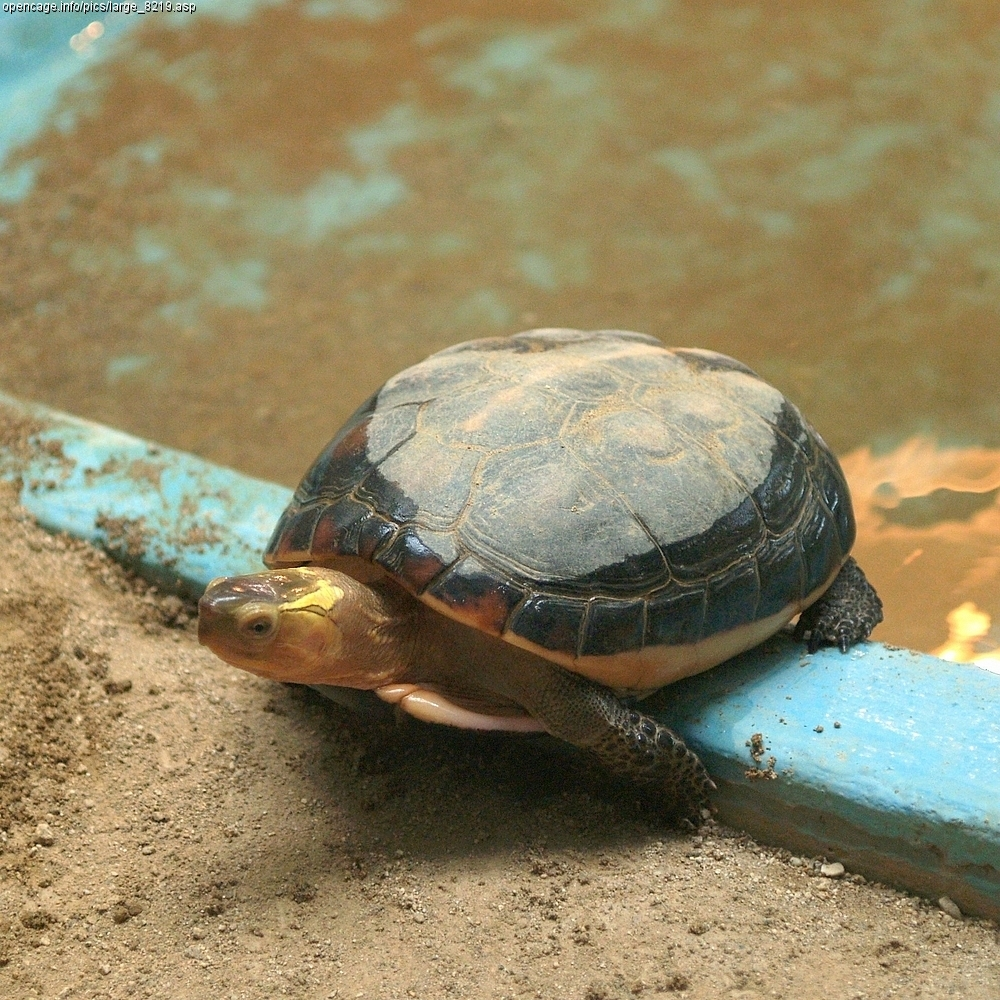
セマルハコガメ C. flavomarginata
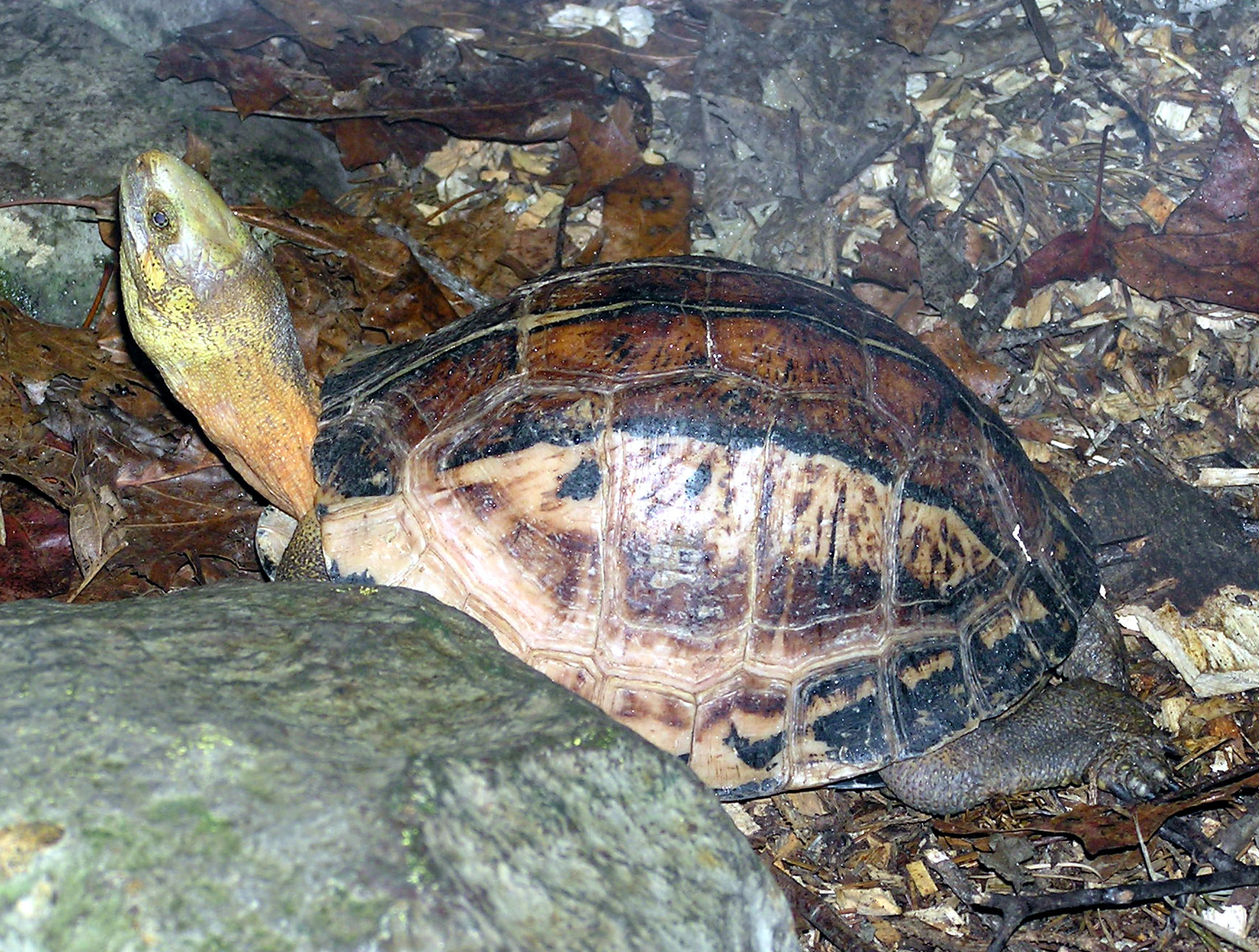
モエギハコガメ C. galbinifrons
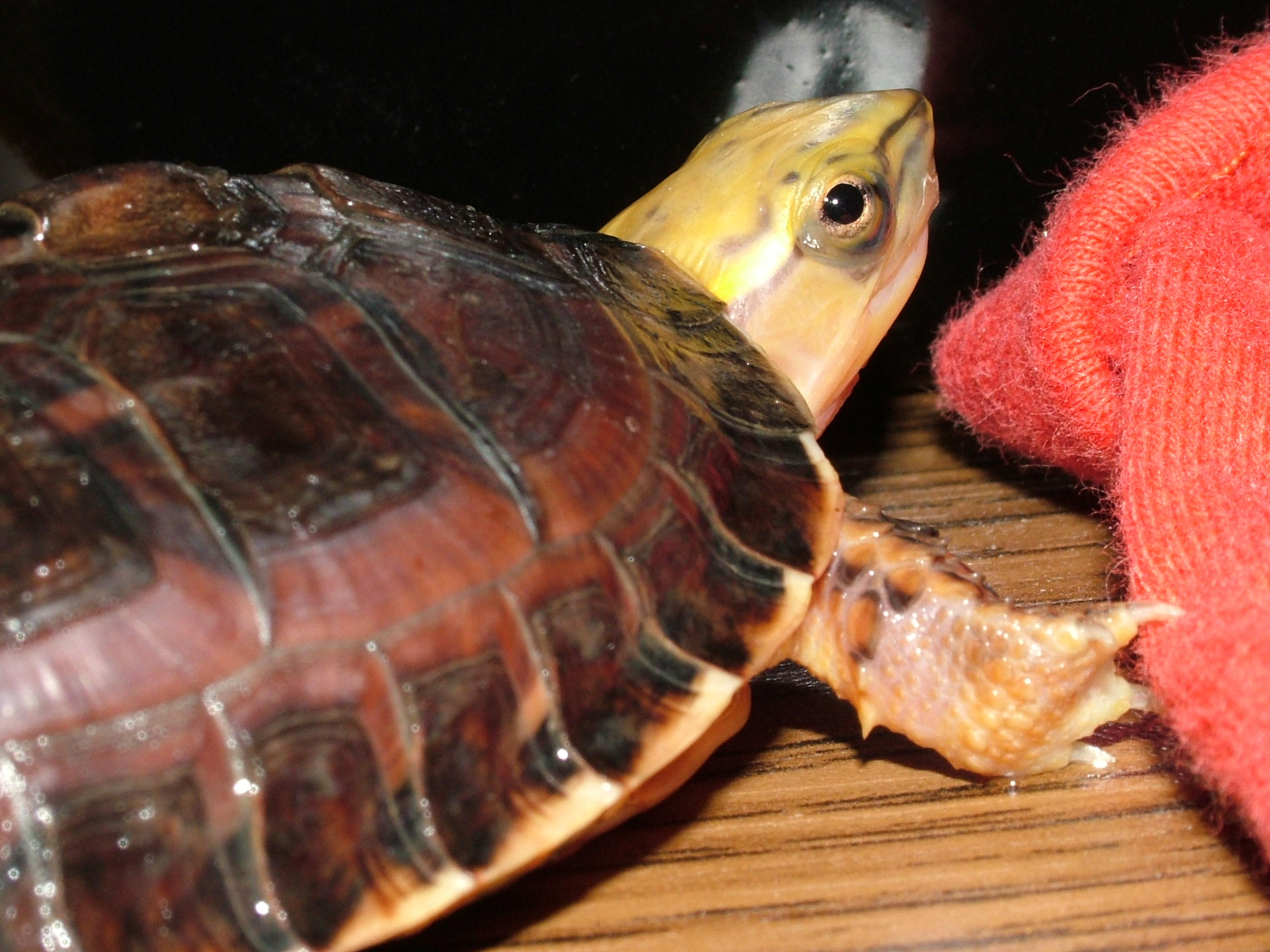
マコードハコガメ C. mccordi
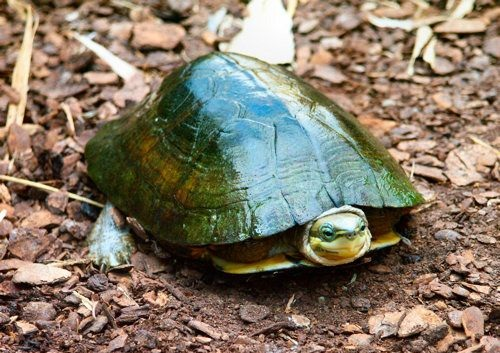
クロハラハコガメ C. zhoui